# Владхлеб
«Владхлеб» — владивостокская компания, владеющая крупнейшими хлебопекарными производственными мощностями во Владивостоке — тремя хлебозаводами и несколькими пекарнями и кондитерскими. Ежедневно производит более 75 тонн продукции около 400 наименований, в основном — хлеб, хлебобулочные изделия, торты, годовой объём выпуска за 2014 год — 23,1 тыс. тонн. Создана в результате приватизации владивостокского горхлебокомбината в 1992 году.
Основные акционеры: Лысак Татьяна Ивановна (22,32 % акций), Иванова Марина Анатольевна (21,60 %), Шинкаренко Ирина Геннадьевна (19,59 %).

## Хлебозаводы
Хлебозавод № 1 пущен в 1928 году в корпусе, где ранее располагалась построенная в 1903 году паровая пекарня бывшего флотского экипажа (улица Экипажная, 6), объёмы производства первых лет — 1 тыс. пудов хлеба в смену.
Хлебозавод № 2 построен в 1935 году на Народном проспекте, проектная мощность — 120 тонн готовой продукции в сутки, основная специализация — формовой хлеб.
Хлебозавод № 3 введён в эксплуатацию в 1973 году, мощность булочного цеха — 40 тонн изделий в сутки, бараночного цеха — 5 тонн в сутки, также на предприятие развёрнуто производство мучнистых кондитерских изделий.

## Хлеб «Подольский»
Хлеб «Подольский» — самая известная продукция компании и массовый сорт хлеба в Приморском крае, отпускная цена на него согласовывается с управлением Федеральной антимонопольной службы края. Его производят круглосуточно на двух хлебозаводах компании.
Рецепт был разработан после ввода в строй в 1935 году Хлебозавода № 2 и с тех пор не менялся. Выпекается хлеб опарным способом, причём на жидких дрожжах собственного производства. Процесс производства хлеба занимает 7 часов.
В советский период его пекли из муки второго сорта. В конце 1980-х годов мука стала хуже по качеству, и печь стали из появившейся тогда муки «Подольской». В 1991 году и хлеб назвали «Подольским».

## Связь с православием
Компания подчёркивает связь с православием и Русской православной церковью. Ежегодно перед Пасхой с 1997 года освящаются куличи, а также всё необходимое для их производства (вода, сырьё, оборудование, цеха). С 2002 года обряд освящения совершает митрополит Приморский Вениамин. В 2006 году на территории Хлебозавода № 2 открыт храм преподобного Серафима Саровского, храм с колокольней и двумя куполами построен на верхнем этаже административного здания «Владхлеба»; настоятелем храма является епископ Находкинский и Преображенский.